# 第二次李賢內閣
第二次李賢內閣成立於成化二年五月三日（1466年6月15日），結束於同年十二月十七日（1467年1月22日）。是明憲宗統治下的第三個內閣，由在家鄉守喪（尚未除喪）的前任首輔李賢奉召返京組閣。
成化二年八月十八日（1466年9月27日），憲宗在李賢的建議下平反于謙，將其子于冕復職。同年十二月十七日，李賢在任內逝世；同日由次輔陳文再度繼任內閣首輔。

## 內閣成員
以下閣員全部自第一次陳文內閣續任：
| 職位   | 姓名 | 備注         |
| ------ | ---- | ------------ |
| 首輔   | 李賢 |              |
| 次輔   | 陳文 |              |
| 大學士 | 彭時 | 七月出閣省親 |